# 埃瓦戈拉斯
埃瓦戈拉斯（英語：Evagoras），（？—前374年）。塞浦路斯的萨拉米斯国王之一。早年因萨拉米斯被腓尼基攻击而流亡，后在支持者的帮助下夺取王位。执政期间与波斯帝国修好，并参加了希波战争，与古希腊城邦相交恶。此外他还扩展了国土，促进了经济的发展。公元前374年遇刺身亡。

## 扩展阅读
- 本条目包含来自公有领域出版物的文本: Chisholm, Hugh (编).  (第11版). London: Cambridge University Press. 1911.